# Mirosław Płoski
Mirosław Płoski – polski muzyk i muzykolog, w latach 1991–2011 pierwszy waltornista Filharmonii im. Karola Szymanowskiego w Krakowie. Absolwent Akademii Muzycznej w Gdańsku, adiunkt Akademii Muzycznej w Krakowie. Doktor habilitowany sztuki (instrumentalistyka) oraz doktor nauk humanistycznych (nauki o sztuce). Początkowo był zaangażowany na stanowisku pierwszego waltornisty w Orkiestrze Państwowej Filharmonii Bałtyckiej w Gdańsku (1983–87), następnie na tym samym stanowisku w Orkiestrze Symfonicznej Słoweńskiego Radia i Telewizji w Lublanie (do 1992 r.). Ukończył studia III stopnia na Wydziale Historycznym Uniwersytetu Jagiellońskiego. Jego działalność naukowa koncentruje się wokół edycji źródłowo-krytycznych oraz badań źródłoznawczych i historycznych.